# Li Hongbo

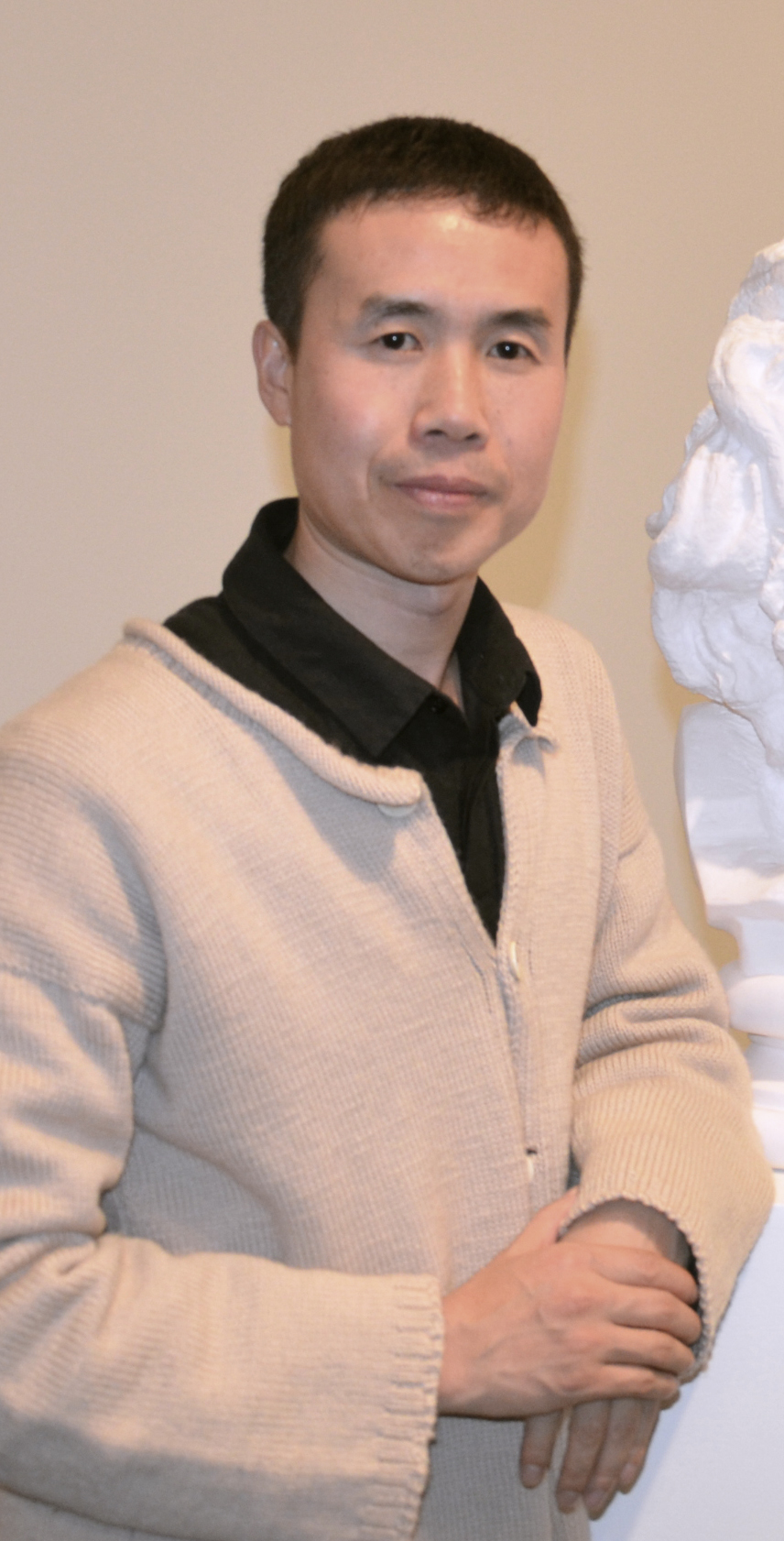
Li Hongbo

Li Hongbo (chinesisch 李洪波, Pinyin Lǐ Hóngbō; * 1974 in Siping, Jilin, Volksrepublik China) ist ein chinesischer Künstler.
Er fertigt verformbare Skulpturen aus Papier. Jede Skulptur umfasst gewöhnlich 7000–8000 Lagen per Hand zusammengeklebtes Papier.

## Ausstellungen

### Einzelausstellungen
- 2014 "Tools of Study," Klein Sun Gallery, New York
- 2013 "Li Hongbo - Out of Paper," Kunstverein Ludwigsburg, Ludwigsburg, Germany
- 2012 “Self,” Schoeni Art Gallery, Hong Kong
- 2012 “A Tree,” Mizuma & One Gallery, Beijing, China
- 2011 “The World – Li Hongbo New Works Exhibition,” Found Museum, Beijing, China; Modern Art Gallery, Taichung, Taiwan

### Gruppenausstellungen (Auswahl)

#### 2014
- "Confronting Anitya,” Palazzo Michiel, Venice, Italy
- “CODA Paper Art 2013,” CODA Museum, Apeldoorn, The Netherlands
- “PaperWorks: The Art and Science of an Extraordinary Material,” Berkshire Museum, Pittsfield, MA
- “Hot Pot,” Brattleboro Museum, Brattleboro, VT
- “Transformation – A Perspective of Contemporary Art,” 53 Art Museum, Guangzhou, China
- “Freeze Frame Moments – 2013 Young Artist Invitational Exhibition,” Nen Art Museum, Guangzhou, China
- “Insightful Charisma,” Shanghai Himalayas Museum, Shanghai, China
- “Tan Wei Guan Zhi,” Wu Niu Visual and Packing Institute Visual Arts Museum, Chengdu, China

#### 2012
- “Ctrl + N: Non-Linear Practice,” Gwangju Museum of Art, Gwangju, South Korea
- “Material àla Object,” Eli Klein Fine Art, New York, NY
- “All our relations,” 18th Biennale of Sydney, Australia
- “Research Exhibition on Post-70’s Generation Artists Jianghan Star Plan,” Wu Han Art Museum, Wu Han, China
- “The Start of a Long Journey: The Collection of Excellent Graduate Works from The Central Academy of Fine Arts (2009 – 2011),” Art @ Golden Square, London, England
- “1st Xinjiang Biennale,” Xinjiang International Exposition Centre, Urumqi, Xinjiang, China

#### 2011
- "Start from the Horizon: Chinese Contemporary Sculpture Since 1978," Sishang Art Museum, Beijing, China
- “Material → Object,” EK Projects, Beijing, China
- “Experimental Art,” Central Academy of Fine Arts Museum, Beijing, China

#### 2010
- “The Big Bang,” White Rabbit Foundation, Sydney, Australia
- “Journey of a Thousand Miles,” Central Academy of Fine Arts Museum, Beijing, China
- “Object Energy,” Found Museum, Beijing, China
- “Tien Kung Kai Wu,” Deshan Art Space, Beijing, China
- “I’m on the Road to…,” Mizuma & One Gallery, Beijing, China

#### 2007
- “The Desire for Material Welfare & No Wants,” Jin Du Art Center, Beijing, China
- “Shared Time and Space,” K Space, Beijing, China